# Gliese 876
Gliese 876 là một ngôi sao lùn đỏ cách Trái đất khoảng 15 năm ánh sáng trong chòm sao Bảo Bình. Nó là một trong những ngôi sao gần Mặt trời nhất được biết đến và đã được xác nhận sở hữu hệ hành tinh có nhiều hơn hai hành tinh, sau Gliese 1061, YZ Ceti, Tau Ceti, và Sao Luyten; tính đến năm 2018, đã có 4 ngoại hành tinh được tìm thấy quay quanh ngôi sao này. Quỹ đạo của các hành tinh trong hệ hành tinh của Gliese 876 cũng đáng chú ý. Nó là hệ thống đồng hành quỹ đạo duy nhất được biết đến thể hiện sự kết hợp gần bộ ba trong hiện tượng cộng hưởng Laplace hiếm gặp (một dạng cộng hưởng được ghi nhận lần đầu tiên trong ba mặt trăng Galilean của Sao Mộc). Nó cũng là hệ ngoại cực đầu tiên quay quanh một ngôi sao bình thường với độ đồng phẳng đo được. Mặc dù thuộc khu vực có thể sống được, nhưng các hành tinh b và c lại được cho là những hành tinh khổng lồ là tương tự như Sao Mộc.

## Khoảng cách và tầm nhìn
Gliese 876 nằm khá gần Hệ Mặt trời. Theo các phép đo thiên văn do vệ tinh Hipparcos thực hiện, ngôi sao này có thị sai là 213,28 mili giây cung, tương ứng với khoảng cách 4,69 parsec (15,3 ly). Mặc dù nằm rất gần Trái đất, nhưng ngôi sao này quá mờ nhạt để có thể nhìn thấy bằng mắt thường và chỉ có thể nhìn thấy bằng kính thiên văn.

## Đặc điểm sao
Gliese 876 có nhiệt độ bề mặt thấp hơn và bán kính nhỏ hơn rất nhiều so với Mặt Trời. Chỉ nặng bằng 32% khối lượng của Mặt Trời. Và chỉ phát sáng bằng 1,24% so với Mặt trời, phần lớn là ở bước sóng hồng ngoại. Rất khó để ước tính được tuổi và tính kim loại của các ngôi sao nguội do sự hình thành các phân tử diatomic trong khí quyển, khiến cho quang phổ của chúng cực kỳ phức tạp. Bằng cách kết hợp quang phổ quan sát được với quang phổ mô hình, người ta ước tính rằng Gliese 876 có lượng nguyên tố nặng thấp hơn một chút so với Mặt trời (khoảng 75% lượng sắt dồi dào của Mặt trời). Dựa trên hoạt động của sắc quyển và tùy theo mô hình lý thuyết được sử dụng mà Gliese 876 có thể có tuổi đời khoảng 6,5 đến 9,9 tỷ năm. Giống như nhiều ngôi sao khối lượng thấp khác, Gliese 876 là một ngôi sao biến quang. Gliese 876 có định danh biến quang là IL Aquarii và được phân loại là một biến quang BY Draconis. Độ sáng của nó dao động khoảng 0,04 độ lớn. Loại biến quang này được cho là do các đốm sao lớn di chuyển trong và ngoài tầm nhìn khi ngôi sao quay. Gliese 876 phát ra tia X.

## Hệ hành tinh

### Lịch sử quan sát
Vào ngày 23 tháng 6 năm 1998, một ngoại hành tên trên quỹ đạo xung quanh Gliese 876 đã được công bố bởi hai đội độc lập được dẫn đầu bởi Geoffrey Marcy và Xavier Delfosse. Hành tinh được phát hiện bằng quang phổ Doppler đã được định danh là Gliese 876 b. Dựa trên phép đo độ sáng, khu vực có thể sống được (CHZ) được cho là nằm trong khoảng 0,116 đến 0,227 AU. Vào ngày 9 tháng 1 năm 2001, bên trong quỹ đạo của hành tinh đã được phát hiện trước đó đã phát hiện thêm một hành tinh được định danh là Gliese 876 c. Mối quan hệ giữa các chu kỳ quỹ đạo ban đầu đã ngụy tạo dấu hiệu vận tốc xuyên tâm của hành tinh như một sự gia tăng độ lệch tâm quỹ đạo của hành tinh bên ngoài. Eugenio Rivera và Jack Lissauer phát hiện ra rằng hai hành tinh trải qua tương tác hấp dẫn mạnh khi chúng quay quanh Gliese 876, khiến các tham số quỹ đạo thay đổi nhanh chóng. Vào ngày 13 tháng 6 năm 2005, nhóm quan sát do Rivera dẫn đầu đã tiết lộ một hành tinh thứ ba, được định danh là Gliese 876 d bên trong quỹ đạo của hai hành tinh cỡ Sao Mộc trước đó. Các hành tinh được tìm thấy gần như là đồng phẳng, với góc giữa các mặt phẳng quỹ đạo của chúng chỉ 5,0 +3.9
−2.3°.
Vào ngày 23 tháng 6 năm 2010, các nhà thiên văn học đã công bố một hành tinh thứ tư, được đặt tên là Gliese 876 e. Khám phá này đã hạn chế tốt hơn các đặc tính về khối lượng và quỹ đạo của ba hành tinh còn lại, bao gồm cả độ lệch tâm cao của hành tinh trong cùng. Điều này cũng điền vào hệ thống bên trong quỹ đạo của Gliese 876 e; các hành tinh khác sẽ không ổn định ở tuổi của hệ thống này. Vào năm 2014, phân tích lại các vận tốc xuyên tâm hiện có cho thấy sự hiện diện có thể có của hai hành tinh bổ sung. Những hành tinh này sẽ có khối lượng gần như bằng Gliese 876 d. Vào năm 2018, một nghiên cứu sử dụng hàng trăm phép đo vận tốc xuyên tâm mới không tìm thấy bằng chứng nào cho các hành tinh này.

## Quỹ đạo

### Gliese 876 d
Gliese 876 d được phát hiện vào năm 2005, chu kỳ tự quay khoảng 5 giờ.

### Gliese 876 c
Gliese 876 c có khối lượng gấp 0,62 lần Sao Mộc, được phát hiện vào năm 2004.

### Gliese 876 b
Gliese 876 b, được phát hiện vào năm 1998 có khối lượng gấp đôi Sao Mộc và quay quanh ngôi sao của nó theo một quỹ đạo mất khoảng 61 ngày để hoàn thành, ở khoảng cách chỉ 0,208 AU, nhỏ hơn khoảng cách từ Mặt trời đến Sao Thủy. Nhiệt độ của nó khiến nó có nhiều khả năng là một hành tinh Cấp II hoặc Cấp III trong mô hình Sudarsky. Sự hiện diện của nước lỏng bề mặt có thể xảy ra trên các vệ tinh đủ lớn nếu chúng tồn tại.

### Gliese 876 e
Gliese 876 e, được phát hiện vào năm 2010, có khối lượng tương đương với khối lượng của hành tinh Uranus và quỹ đạo của nó mất 124 ngày để hoàn thành.
| Thiên thể đồng hành (thứ tự từ ngôi sao ra) | Khối lượng         | Bán trục lớn (AU)   | Chu kỳ quỹ đạo (ngày) | Độ lệch tâm      | Độ nghiêng | Bán kính |
| ------------------------------------------- | ------------------ | ------------------- | --------------------- | ---------------- | ---------- | -------- |
| d                                           | 6.83 ± 0.4 M🜨      | 0.02080665          | 1.937780              | 0.207 ± 0.055    | —          | —        |
| c                                           | 0.7142 ± 0.004 MJ  | 0.129590 ± 0.000024 | 30.0081 ± 0.008       | 0.25591 ± 0.0009 | —          | —        |
| b                                           | 2.2756 ± 0.0045 MJ | 0.208317 ± 0.00002  | 61.1166 ± 0.0086      | 0.0324 ± 0.0013  | —          | —        |
| e                                           | 14.6 ± 1.7 M🜨      | 0.3343 ± 0.0013     | 124.26 ± 0.70         | 0.055 ± 0.012    | —          | —        |